# Echekrates z Lokroi
Echekrates (Ἐχεκράτης) z Lokroi − jeden z trzech (obok Echekratesa z Tarentu i Echekratesa z Fliuntu) pitagorejczyków o tym imieniu wymienionych przez Jamblicha w De vita pythagorica. Wymienia go także Cyceron [Cic. De fin. V 29], według którego był on jednym z pitagorejczyków u których pobierał nauki Platon. Imię Caetus w tekście Valeriusa Maximusa [VIII, 7] jest prawdopodobnie błędną lekcją imienia "Echekrates". Echekrates z Lokroi bywa utażsamiany z Echekratesem z Fliuntu, bohaterem Platońskiego Fedona – czyni tak Władysław Witwicki we wstępie do tego dialogu.